# Johann Joseph Abert
Johann Joseph Abert (Hoštka, 20 de setembro de 1832 – Stuttgart, 1 de abril de 1915), conhecido em tcheco como Jan Josef Abert, foi um compositor alemão. 
Compôs música de câmara e lieder, além de várias óperas. Dentre suas sete sinfonias estão a Frühlingssinfonie (Sinfonia da Primavera, nº 7) em dó, a sinfonia programática Columbus (nº 4) e a Sinfonia em dó menor (nº 2). A Württembergische Landesbibliothek em Stuttgart e o Deutsches Literaturarchiv Marbach são responsáveis pela preservação de seus manuscritos e outros documentos pessoais.